# Rusca, Suceava
Rusca este un sat în comuna Dorna-Arini din județul Suceava, Moldova, România.
 Acest articol despre o localitate din județul Suceava este deocamdată un ciot. Puteți ajuta Wikipedia prin completarea lui.